# Eumerus nodosus
Eumerus nodosus är en tvåvingeart som beskrevs av Hull 1964. Eumerus nodosus ingår i släktet månblomflugor, och familjen blomflugor. Inga underarter finns listade i Catalogue of Life.